# Współczesna rodzina (sezon 2)
2 sezon serialu komediowego Współczesna rodzina został oryginalnie wyemitowany w USA przez stację ABC od 22 września 2010 roku do 25 maja 2011 roku.
Sezon ten osiągnął większe wyniki niż poprzedni. W 2010 roku, serial zdobył nagrodę Emmy i doczekał się kilkunastu nominacji.

## Produkcja

### Ekipa
Podobnie jak poprzedni sezon, 2. seria została wyprodukowana przez 20th Century Fox Television i Lloyd-Levitan Productions, przy współpracy z pomysłodawcami serialu, Christopherem Lloydem oraz Stevenem Levitanem. Autorami scenariuszy, prócz twórców, są: Paul Corrigan, Joe Lawson, Dan O’Shannon, Brad Walsh, Ilana Wernick, Danny Zuker oraz Bill Wrubel, który został również producentem.

### Scenariusz

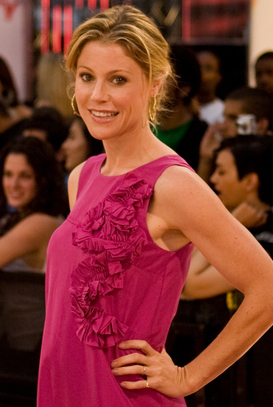
W 2. sezonie nastąpił rozwój postaci Claire, w którą wciela się Julie Bowen

W 2. sezonie, podobnie jak w pierwszym, większość odcinków opierała się na prawdziwych wydarzeniach, który przydarzyły się twórcom i scenarzystom. Przykładem jest historia Phila i Claire z odcinka Manny Get Your Gun, gdzie oboje ścigają się do restauracji. Pod koniec pierwszego sezonu, serial spotkał się z krytyką odnośnie do postaci Camerona i Mitchella, którzy nie okazywali sobie żadnych fizycznych uczuć. Widzowie domagali się chociaż pocałunku partnerów. W odpowiedzi na kontrowersje, producenci wydali oświadczenie, iż jeden z odcinków drugiego sezonu, zostanie poświęcony Mitchellowi, który wyjaśni, że czuje dyskomfort, kiedy musi publicznie okazać uczucia. Opowiada o tym odcinek The Kiss.

### Obsada
Główna obsada serialu została niezmieniona.
- Ed O’Neill – Jay Pritchett
- Sofía Vergara – Gloria Delgado-Pritchett
- Julie Bowen – Claire Dunphy
- Ty Burrell – Phil Dunphy
- Jesse Tyler Ferguson – Mitchell Pritchett
- Eric Stonestreet – Cameron Tucker
- Sarah Hyland – Haley Dunphy
- Ariel Winter – Alex Dunphy
- Rico Rodriguez – Manny Delgado
- Nolan Gould – Luke Dunphy
- Ella i Jaden Hiller – Lily Tucker-Pritchett

Gościnnie w tym sezonie wystąpili:
- Nathan Lane – Pepper Saltzman
- Kevin Daniels – Longines
- Danny Trejo – Gus
- Artemis Pebdani – Bethenny
- Jami Gertz – Laura
- James Marsden – Barry
- Stephnie Weir – Hoffman
- Mary Lynn Rajskub – Tracy
- Rachael Harris – Amelia
- Jeremy Rowley – Broderick
- Matt Dillon – Robbie Sullivan
- Philip Baker Hall – Walt Kleezak
- Jonathan Banks – Donnie Pritchett
- Lin-Manuel Miranda – Guillermo
- Rob Huebel – Glen Whipple
- Celia Weston – Barbra Tucker

## Emisja w Polsce
Premiera 2. sezonu w Polsce, nastąpiła 1 lutego 2011 roku na kanale HBO Comedy. Emisję zakończono na 12. odcinku, 28 lutego. Emisję tych odcinków powtórzono, od 23 maja do 15 czerwca. Kolejne odcinki 2. sezonu emitowano od 20 czerwca do 13 lipca. Emisję od 13. odcinka powtórzono, od 30 lipca do 18 sierpnia. 2. sezon powtarzano od 30 sierpnia do 30 września.
Stacja HBO 2, od 5 lutego do 5 marca 2011 roku, wyświetliła 12. pierwszych odcinków 2. sezonu. Emisję powtórzono 25 kwietnia. Od 3 września do 24 września, stacja nadała 19. pierwszych odcinków 2. sezonu.
Stacja Fox emitowała 2. sezon od 2 listopada 2011 do 11 stycznia 2012. Emisję powtarzano od 16 lutego do 5 marca 2012, od 7 czerwca do 22 czerwca 2012, od 31 lipca do 20 sierpnia 2013, oraz od 27 grudnia 2013 do 13 stycznia 2014.

## Odcinki
- Ed O’Neill, Sofía Vergara, Julie Bowen, Ty Burrell, Jesse Tyler Ferguson oraz Eric Stonestreet pojawiają się we wszystkich odcinkach tego sezonu.
- Rico Rodriquez oraz Nolan Gould są nieobecni przez 1 odcinek.
- Sarah Hyland jest nieobecna przez 2 odcinki.
- Ariel Winter jest nieobecna przez 3 odcinki.

| № | #  | Tytuł                                                  | Reżyseria            | Scenariusz                               | Premiera             | Premiera        |
| --- | -- | ------------------------------------------------------ | -------------------- | ---------------------------------------- | -------------------- | --------------- |
| 25 | 1  | Stare dobre auto The Old Wagon                         | Michael Spiller      | Bill Wrubel                              | 22 września 2010     | 1 lutego 2011   |
| Phil zgadza się sprzedać stare kombi. Claire jest wzruszona wspomnieniami jakie wiąże ze sobą samochód. Phil zabiera rodzinę na ostatnią wycieczkę autem. Cameron prosi Jaya o pomoc, kiedy Mitchell postanawia zbudować zamek księżniczki dla Lily. Manny przyprowadza do domu koleżankę. Gloria zaczyna z nią rywalizować o uwagę Manny’ego. |    |                                                        |                      |                                          |                      |                 |
| 26 | 2  | Pocałunek The Kiss                                     | Scott Ellis          | Abraham Higginbotham                     | 29 września 2010     | 2 lutego 2011   |
| Claire czyta miłosne SMS-y w komórce Alex. Claire prosi Haley, by porozmawiała ze siostrą. Ta namawia Alex, by pocałowała chłopaka. Jay naśmiewa się z kolumbijskich zwyczajów Glorii. Ta postanawia dać mu nauczkę. Mitchell ma problemy z całowaniem Camerona publicznie. Phil stara się naprawić drukarkę Jaya. |    |                                                        |                      |                                          |                      |                 |
| 27 | 3  | Trzęsienie ziemi Earthquake                            | Michael Spiller      | Brad Walsh, Paul Corrigan                | 6 października 2010  | 7 lutego 2011   |
| Trzęsienie ziemi nawiedza Los Angeles. Claire zostaje uwięziona w łazience z hydraulikiem. Phil postanawia wykorzystać ten fakt, by przymocować do ściany szafkę, która omal nie przygniotła Luke’a, a o co Claire już dawno go prosiła. Zamiast pójść do kościoła, Jay zabiera Manny’ego na grę w golfa. Cam i Mitchell wybierają się na przyjęcie do znajomego. Mitchell próbuje wykorzystać trzęsienie ziemi, aby uniknąć przyjęcia. Gościnnie: Nathan Lane                                    |    |                                                        |                      |                                          |                      |                 |
| 28 | 4  | Nieznajomi na ruchomej bieżni Strangers on a Treadmill | Scott Ellis          | Danny Zucker                             | 13 października 2010 | 8 lutego 2011   |
| Phil przygotowuje listę dowcipów na ważne spotkanie. Claire nie ma odwagi powiedzieć mu, że nie rozśmieszą one nikogo, prócz Luke’a. Cameron zaczyna jeździć na rowerze. Mitchellowi również nie starcza odwagi, by powiedzieć mu, że nie wygląda dobrze w obcisłych spodenkach rowerowych. Claire i Mitchell postanawiają pomóc sobie nawzajem. Haley próbuje nauczyć Alex być popularną. Jay i Gloria wybierają się na quinceañera. Trafiają jednak do złego lokalu.                            |    |                                                        |                      |                                          |                      |                 |
| 29 | 5  | Unplugged Odłączeni                                    | Michael Spiller      | Steven Levitan                           | 20 października 2010 | 9 lutego 2011   |
| Claire stara się zacieśnić relacje rodzinne i zarządza tydzień bez elektronicznych urządzeń. Gloria ma dość ciągle szczekającego psa sąsiada. Gdy pies znika, Jay podejrzewa, że Gloria miała coś z tym wspólnego. Mitchell i Cameron próbują znaleźć odpowiednie przedszkole dla Lily. |    |                                                        |                      |                                          |                      |                 |
| 30 | 6  | Halloween                                              | Michael Spiller      | Dan O’Shannon                            | 27 października 2010 | 14 lutego 2011  |
| Phil i Claire, którzy uwielbiają halloween, urządzają małe przedstawienie dla przychodzących dzieci, w którym ma zagrać cała rodzina. Phil pociesza sąsiada, którego zostawiła żona. Cameron ma złe doświadczenie z dzieciństwa i nie znosi halloween. Jay i Manny zwracają uwagę Glorii, której czasem nie można zrozumieć, z powodu jej akcentu. Gościnnie: Justin Kirk |    |                                                        |                      |                                          |                      |                 |
| 31 | 7  | Cykanie Chirp                                          | Michael Spiller      | Jeffrey Richman                          | 3 listopada 2010     | 15 lutego 2011  |
| Claire i Haley są chore. Phil stara się znaleźć wykrywacz dymu, który co jakiś czas piszczy. Gloria i Manny zjawiają się u Jaya w pracy, co prowadzi do zwolnienia jednego z pracowników. Manny próbuje wstawić się za nim u Jaya. Mitchell nie zgadza się, by Lily wystąpiła w reklamie. Cameron zabiera ją jednak na plan zdjęciowy. Claire boi się, że Dylan nie jest odpowiednim chłopakiem dla Haley.                                                                                        |    |                                                        |                      |                                          |                      |                 |
| 32 | 8  | Urodziny Manny’ego Manny Get Your Gun                  | Michael Spiller      | Christopher Lloyd, Danny Zuker           | 17 listopada 2010    | 16 lutego 2011  |
| Urodziny Manny’ego. Po rozmowie z Jayem, Manny dochodzi do wniosku, że nigdy nie robił rzeczy, jakie powinni robić chłopcy w jego wieku. Phil i Claire jadą oddzielnie do restauracji, chcąc wiedzieć kto pierwszy tam dotrze. Mitchell i Cameron nie mogą znaleźć odpowiedniego prezentu. |    |                                                        |                      |                                          |                      |                 |
| 33 | 9  | Mama Tucker Mother Tucker                              | Michael Spiller      | Paul Corrigan, Brad Walsh                | 24 listopada 2010    | 21 lutego 2011  |
| W mieście zjawia się mama Camerona, Barbra. Mitchell stara się powiedzieć Camowi, że czasem czuje się niezręcznie w jej towarzystwie. Haley rozstaje się z Dylanem, ku uciesze Claire i ku rozpaczy Phila. Jaya boli brzuch. Manny stara mu się pomóc, szukając rozwiązania w Internecie. Gościnnie: Celia Weston |    |                                                        |                      |                                          |                      |                 |
| 34 | 10 | Taneczna rewelacja Dance Dance Revelation              | Gail Mancuso         | Ilana Wernick                            | 8 grudnia 2010       | 22 lutego 2011  |
| W szkole Luke’a i Manny’ego odbywa się potańcówka. Jay i Phil jadą kupić im ubrania. Wizyta w sklepie nie przebiega najlepiej. Claire i Gloria rywalizują ze sobą przy organizacji dyskoteki. Cameron i Mitchell mają kłopot z Lily, która ugryzła kolegę z placu zabaw. |    |                                                        |                      |                                          |                      |                 |
| 35 | 11 | W obronie sąsiadów Slow Down Your Neighbors            | Gail Mancuso         | Ilana Wernick                            | 5 stycznia 2011      | 23 lutego 2011  |
| Claire próbuje walczyć z kierowcą auta, który zawsze jeździ szybko po ich ulicy. Okazuje się, że Phil zna kierowcę. Jay uczy Manny’ego i Glorię jazdy na rowerze. Mitchell i Cameron poznają tajemniczego, uroczego sąsiada. Gościnnie: James Marsden, Jami Gertz |    |                                                        |                      |                                          |                      |                 |
| 36 | 12 | My i nasze dzieci Our Children, Ourselves              | Adam Shankman        | Dan O’Shannon, Bill Wrubel               | 12 stycznia 2011     | 28 lutego 2011  |
| Mitchell spotyka Tracy, dawną dziewczynę z liceum, z którą spędził noc. Mitchell zaczyna podejrzewać, że jest ojcem jej dziecka. Gloria i Jay mają odmienne zdanie na temat poznawania nowych ludzi. Claire i Phil zaczynają niepokoić się o Alex, która spędza czas tylko przy nauce. |    |                                                        |                      |                                          |                      |                 |
| 37 | 13 | Na gorącym uczynku Caught in the Act                   | Michael Spiller      | Steven Levitan, Jeffrey Richman          | 19 stycznia 2011     | 20 czerwca 2011 |
| Podczas gdy Manny spędza weekend ze swoim ojcem, Gloria i Jay wybierają się do Las Vegas. Przypadkiem wysyłają obraźliwy e-mail do Claire. Haley, Alex i Luke chcą zrobić śniadanie do łóżka rodzicom, z okazji rocznicy ich ślubu. Dzieci przyłapują Claire i Phila na uprawianiu seksu. Mitchell i Cameron próbują oczarować znajomą z przedszkola Lily, aby móc dostać się do nowej, popularnej restauracji, której ona jest właścicielką.                                                     |    |                                                        |                      |                                          |                      |                 |
| 38 | 14 | Powrót Bixby’ego Bixby’s Back                          | Chris Koch           | Danny Zuker                              | 9 lutego 2011        | 21 czerwca 2011 |
| W walentynki, Claire i Phil udają się do restauracji na romantyczną kolację. Postanawiają powtórzyć zabawę z poprzedniego roku, kiedy udawali, że się nie znają. W tej samej restauracji pojawiają się Jay i Gloria. Cameron jest zazdrosny o asystenta Mitchella. Manny stara się zwrócić na siebie uwagę Haley. |    |                                                        |                      |                                          |                      |                 |
| 39 | 15 | Impreza księżniczki Princess Party                     | Michael Spiller      | Elaine Ko                                | 16 lutego 2011       | 22 czerwca 2011 |
| Z okazji urodzin Lily, Mitchell i Cameron szykują przyjęcie. W domu Claire zjawia się jej matka, DeDe, która zaprosiła na rodzinną kolację byłego chłopaka córki z liceum. Mitchell nie chce, by Cameron przebierał się za klauna Fizbo. Gościnnie: Shelley Long, Matt Dillon |    |                                                        |                      |                                          |                      |                 |
| 40 | 16 | Same ubolewania Regrets Only                           | Dean Parisot         | Abraham Higginbotham                     | 23 lutego 2011       | 27 czerwca 2011 |
| Phil nie ma pojęcia o co pokłócił się z Claire zeszłego wieczoru. Prosi o pomoc Glorię. Natomiast Claire zwierza się ojcu. Z kolei Jay zaczyna żałować, że kupił Glorii sprzęt karaoke. Cameron organizuje imprezę charytatywną, ale Mitchell zapomina o wysłaniu zaproszeń do gości. Alex próbuje zdemaskować Haley, która okłamuje rodziców, że pracuje w restauracji. |    |                                                        |                      |                                          |                      |                 |
| 41 | 17 | Dwie małpy i panda Two Monkeys and a Panda             | Beth McCarthy Miller | Carol Leifer                             | 2 marca 2011         | 28 czerwca 2011 |
| Claire próbuje załagodzić konflikt między Haley i Alex. Phil spędza dzień w SPA. Poznane tam koleżanki udzielają mu kilka rad odnośnie do kobiet. Jay zamierza zatroszczyć się o ciała swoje i Glorii, planując wykupienie krypt. Glorii nie podoba się ten pomysł. Cam postanawia zrobić dla Lily album odnośnie do jej adopcji. |    |                                                        |                      |                                          |                      |                 |
| 42 | 18 | Męski wieczór Boys’ Night                              | Chris Koch           | Steven Levitan, Jeffrey Richman          | 23 marca 2011        | 29 czerwca 2011 |
| Phil i Claire mają problem, kiedy Luke zaprzyjaźnia się z ich sąsiadem, starszym panem Kleezakiem. Jay nie chce iść z Manny’m i Glorią na koncert Vivaldiego. W barze spotyka Mitchella i Camerona, którzy spędzają tam wieczór ze swoimi znajomymi gejami. Tymczasem Haley zajmuje się Lily i zaprasza Dylana do domu wujków. Gościnnie: Nathan Lane, Philip Baker Hall |    |                                                        |                      |                                          |                      |                 |
| 43 | 19 | Facet od musicalu The Musical Man                      | Michael Spiller      | Brad Walsh, Paul Corrigan                | 13 kwietnia 2011     | 4 lipca 2011    |
| Cameron zajmuje się wiosennym musicalem w szkole Luke’a i Manny’ego. Brat Jaya odwiedza go i wyjawia szokujący sekret. Phil wpada na pomysł reklamy swojej firmy. Reklama jest jednak odbierana dwuznacznie. Gościnnie: Jonathan Banks |    |                                                        |                      |                                          |                      |                 |
| 44 | 20 | Kto zaopiekuje się Lily? Someone to Watch Over Lily    | Michael Spiller      | Bill Wrubel                              | 20 kwietnia 2011     | 5 lipca 2011    |
| Mitchell i Cameron postanawiają zadbać o to, by ktoś zajął się Lily, gdyby im coś się stało. Odwiedzają więc rodzinę i obserwują ich. Nikt jednak nie wydaje się być odpowiedni. Claire zabiera Luke’a do psychologa, w tajemnicy przed Philem. Haley i Alex wpadają w kłopoty, kiedy Haley chce zemścić się na koleżance ze szkoły. |    |                                                        |                      |                                          |                      |                 |
| 45 | 21 | Dzień matki Mother’s Day                               | Michael Spiller      | Dan O’Shannon, Ilana Wernick             | 4 maja 2011          | 6 lipca 2011    |
| Dzień Matki. Mitchell przynosi Cameronowi śniadanie do łóżka. Cameron zaczyna martwić się, że Mitchell i inni postrzegają go jako kobietę w ich związku. Claire i Gloria zabierają dzieci na wycieczkę po lesie. Jay i Phil przygotowują kolację. Phil znajduje list Jaya, który on napisał w przeszłości do swojej matki. |    |                                                        |                      |                                          |                      |                 |
| 46 | 22 | Dobry glina, zły pies Good Cop Bad Dog                 | Fred Savage          | Abraham Higginbotham, Jeffrey Richman    | 11 maja 2011         | 11 lipca 2011   |
| Mitchell kupuje bilety na koncert Lady Gagi, ale Cameron rozchorowuje się. Phil i Claire zamieniają się obowiązkami rodziców. Phil każe posprzątać Haley i Alex łazienkę, a Claire zabiera Luke’a i Manny’ego na gokarty. Jayowi nie podoba się dobre serce Glorii, która zaprasza do domu obce osoby, aby Jay im pomagał. W efekcie, przygarniają psa. |    |                                                        |                      |                                          |                      |                 |
| 47 | 23 | Koniec roku szkolnego See You Next Fall                | Steven Levitan       | Danny Zuker                              | 18 maja 2011         | 12 lipca 2011   |
| Cała rodzina zbiera się w domu Jaya tuż przed pójściem na zakończenie roku szkolnego. Alex, jako najlepsza uczennica, szykuje swoją przemowę. Jay próbuje ukryć przed rodziną, że wstrzyknął sobie botoks. Cameron jest zły, kiedy Mitchell śmieje się z jego przewrócenia się do basenu. Phil próbuje „zmiękczyć” Claire anegdotami o szybkim dorastaniu dzieci, aby sam mógł wybrać się z kolegami do Las Vegas.                                                                                |    |                                                        |                      |                                          |                      |                 |
| 48 | 24 | Ten, który się wymigał The One That Got                | James Bagdonas       | Paul Corrigan, Brad Walsh, Dan O’Shannon | 25 maja 2011         | 13 lipca 2011   |
| Urodziny Jaya. On chce je spędzić samotnie, na rybach. Rodzina nalega jednak na wielkie przyjęcie. Chcąc zrobić ojcu niespodziankę, Claire i Mitchell udają się do domu, gdzie dawniej mieszkali. Zostają tam jednak uwięzieni. Phil ponownie rywalizuje ze swoim wrogiem ze studiów. Cameron udziela Manny’emu porad sercowych, przez co wpada w kłopoty i nie może odebrać tortu urodzinowego. Haley, Alex i Luke próbują stworzyć film dla dziadka, na podstawie wywiadów z członkami rodziny. |    |                                                        |                      |                                          |                      |                 |